# Lomo saltado

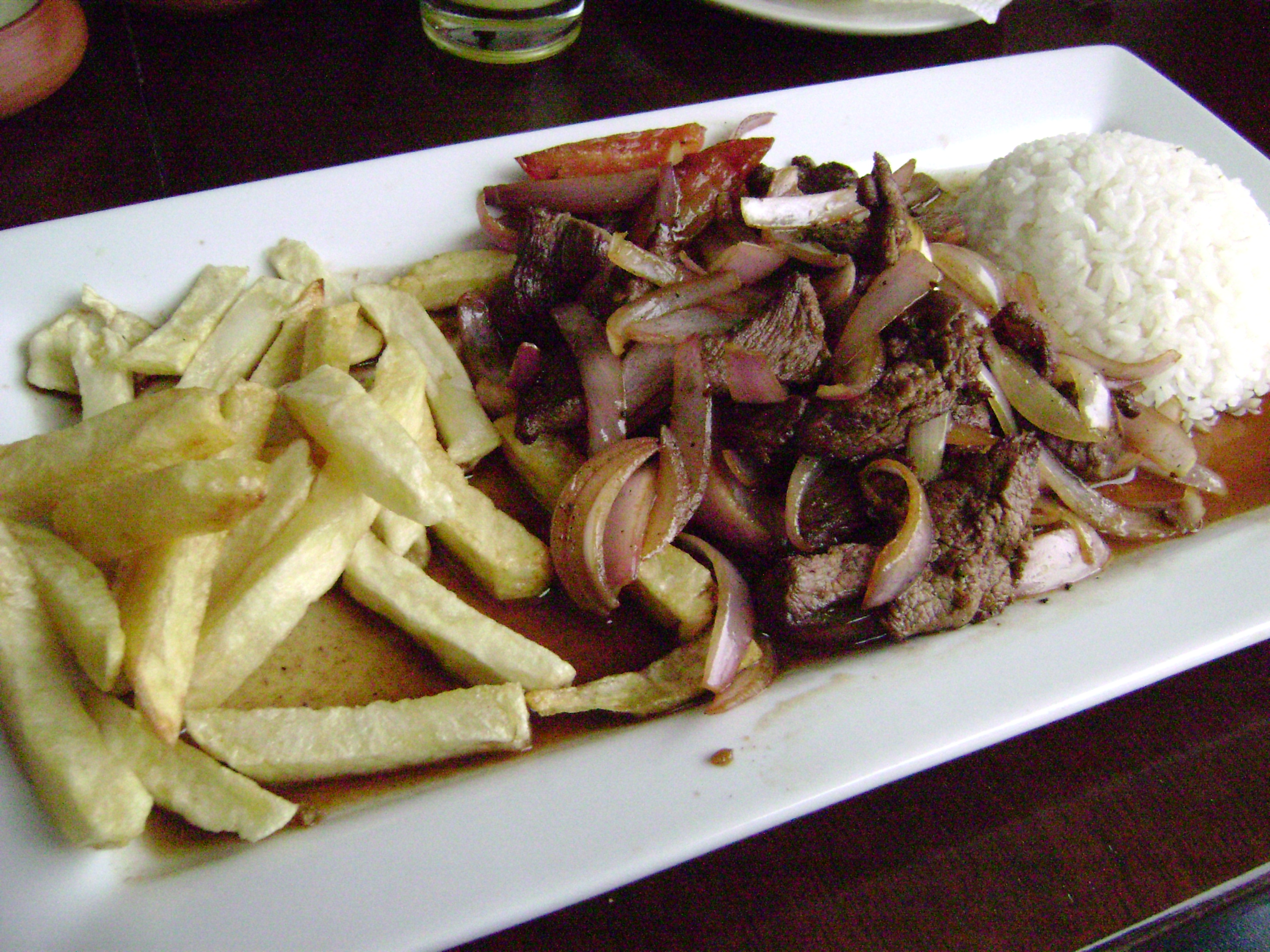
Lomo Saltado

Lomo saltado (spanisch; auf Deutsch etwa „springendes Rückenstück“) ist ein Pfannengericht der peruanischen Küche.
In Stücke geschnittenes Rindfleisch wird für mehrere Stunden in einer auf Sojasauce basierenden Marinade eingelegt, dann angebraten und mit Zwiebeln, Tomaten und Chilis gegart. Traditionell erfolgt die Zubereitung in einem Wok. Oftmals wird noch eine geringe Menge Pisco hinzugegeben. Das Gericht wird mit Pommes frites und Reis serviert, wobei die Pommes frites mitunter mit dem Gericht mitgegart werden. Im Ausland weniger bekannt, in peruanischen Restaurants aber gängig ist eine Variante mit Huhn statt Rindfleisch, pollo saltado.
Lomo Saltado gilt als Verschmelzung zweier Haupteinflüsse der peruanischen Küche. Kartoffeln, Chilis und Pisco stehen für die traditionelle peruanische Küche, Sojasauce und Reis für die chifa genannte, chinesisch-peruanische Küche. Eine schriftliche Erwähnung erfolgte bereits 1903 im peruanischen Kochbuch Nuevo Manual de Cocina a la Criolla.